# عالی (بحرین)
شهر عالی (به عربی: عالی) در الوسطی (بحرین) در کشور بحرین واقع شده‌است. جمعیت این شهر ۵۵٫۰۵۲ نفر است.